# Primeira Batalha do Jordão
A Primeira Batalha do Jordão, também conhecida por Primeiro Ataque a Amã e Primeiro Ataque Transjordano a Amã, ocorreu entre 21 de março e 2 de abril de 1918, como consequência da Batalha de Tell 'Asur que ocorreu depois da Captura de Jericó em Fevereiro. Durante esta batalha, grandes incursões britânicas foram realizadas no território ocupado então pelos otomanos, que resultou na ocupação de uma série de localidades e posições; contudo, depois de uma série de combates contra as forças otomanas, os aliados foram obrigados a retirar de volta para as posições iniciais, ganhando apenas uma série de pequenos pontos estratégicos. Apesar de se considerar que os otomanos foram vitorioses, a posição das forças de ocupação do Vale do Jordão por forças britânicas foi reforçada.